# 広島県道303号上筒賀筒賀停車場線
広島県道303号上筒賀筒賀停車場線（ひろしまけんどう303ごう かみつつがつつがていしゃじょうせん）は、広島県山県郡安芸太田町を通る、かつて存在した一般県道である。

## 概要
山県郡安芸太田町大字上筒賀からJR西日本可部線 田之尻駅（2003年（平成15年）12月1日廃止）を結んでいた。2009年（平成21年）2月5日広島県告示第119号により廃止された。

### 路線データ
- 起点：山県郡安芸太田町大字上筒賀（国道186号交点）
- 終点：山県郡安芸太田町大字中筒賀（JR西日本可部線 田之尻駅廃線跡、広島県道241号筒賀停車場線起点）
- 実延長：10.8 km

## 歴史
- 1969年（昭和44年）
  - 5月30日 - 広島県告示第428号により広島県道308号上筒賀筒賀停車場線として認定される。
  - 7月1日 - 国鉄可部線加計駅 - 三段峡駅間開業（7月27日）に際して広島県山県郡筒賀村中筒賀（当時）に筒賀駅が設置されることになったため筒賀駅が田之尻駅に改称される。ただ、なぜか路線名称が上筒賀田之尻停車場線に改称されることはなかった[注釈 1]。
- 1972年（昭和47年）11月1日 - 県道標識導入に伴う広島県の県道番号再編により広島県道303号上筒賀筒賀停車場線に改称される。
- 1987年（昭和62年）4月1日 - 国鉄の分割・民営化に伴い国鉄可部線および田之尻駅はJR西日本の管轄下に入る。
- 2003年（平成15年）12月1日 - JR西日本可部線可部駅 - 三段峡駅間廃止に伴い存在意義が消滅する。
- 2004年（平成16年）10月1日 - 山県郡加計町・戸河内町・筒賀村が合併して山県郡安芸太田町が発足したことに伴い起終点の地名表記が変更される。
- 2008年（平成20年）12月2日 - 広島県の地元紙・中国新聞で広島県道239号加計停車場線・広島県道241号筒賀停車場線とともに再編されることが報じられる。
- 2009年（平成21年）2月5日 - 広島県告示第119号により廃止され、跡地は広島県道303号上筒賀津浪線と広島県道304号中筒賀下線に再編される[1]。

## 路線状況
道幅は狭い上、井仁トンネルには高さ制限がかけられているため筒賀・戸河内方面と湯来・安佐方面の短絡路としては有用ではない。

### 重複区間
- 広島県道241号筒賀停車場線（山県郡安芸太田町大字中筒賀）

### 道路施設

#### トンネル
- 井仁トンネル：延長182 m、1959年（昭和34年）竣工、山県郡安芸太田町

## 地理

### 通過していた自治体
- 山県郡安芸太田町

### 交差していた道路
| 交差する道路                           | 交差する場所 | 交差する場所 |
| -------------------------------------- | ------------ | ------------ |
| 国道186号 国道434号 重複               | 大字上筒賀   | 起点         |
| 広島県道304号中筒賀下線                | 大字中筒賀   |              |
| 広島県道241号筒賀停車場線 重複区間起点 | 大字中筒賀   |              |
| 広島県道241号筒賀停車場線 重複区間終点 | 大字中筒賀   | 終点         |

### 沿線
- 安芸太田町立安芸太田中学校
- E2A 中国自動車道 筒賀PA
- 井仁の棚田
- JR西日本可部線 廃線跡
- 太田川
- 筒賀川